# Tibouchina martiusiana
Tibouchina martiusiana là một loài thực vật có hoa trong họ Mua. Loài này được (DC.) Cogn. miêu tả khoa học đầu tiên năm 1885.